# 中居正広の【悲報】館
『中居正広の【悲報】館』（なかいまさひろのひほうかん）は、日本テレビ系列で放送されたトークバラエティ番組であり、中居正広の冠番組である。

## 概要
MCは中居正広。「悲しい知らせの中には秘宝が隠されている」をテーマに、ちょっと笑える不幸話を【悲報】として紹介する番組。
SNSや視聴者投稿から見つけた笑える不幸話を公開する。
2019年9月22日に第1弾が放送された。2020年に第2弾が放送された。
番組セットはピンク色を基調としている。

## 出演
MC
- 中居正広

出演
- 山里亮太（南海キャンディーズ）
- ノブ（千鳥）

## 放送リスト
| 回 | 放送日              | 放送時間      | 内容 | 備考 | 視聴率 |
| -- | ------------------- | ------------- | ---- | ---- | ------ |
| 1  | 2019年9月22日（日） | 22:30 - 23:25 |      |      |        |
| 2  | 2020年3月29日（日） | 22:30 - 23:25 |      |      |        |

## スタッフ
- ナレーション：川村エミコ、多岐川まり子（第2弾）
- 企画・演出：黒川高
- 構成：石田ケント、白武ときお
- TM：望月達史
- SW：鎌倉和由
- CAM：福田伸一郎
- MIX：小境健太郎
- AUD：大庭茂嗣（第2弾）
- VE：向山江梨佳
- 照明：仲野貴信
- CG：古川滋彦
- 美術：上條宏美
- デザイン：平岡真穂
- 大道具：田中庸之（第2弾）
- 小道具：米山幸市
- 編集：村田充（麻布プラザ）
- MA：植木俊彦（麻布プラザ）
- 音効：岡田淳一
- 技術協力：NiTRO
- 美術協力：日本テレビアート
- TK：山沢啓子
- リサーチ：高森雄幸
- スタイリスト：大村淳子
- メイク：山内勝博
- 協力：ジャニーズ事務所
- AD：佐藤優里、中津祐亮、杉本瑞季（第2弾）、小西真由、馬場まりや（第2弾）、ネルムス健（第2弾）
- AP：藤田志帆、内藤葵（共に第2弾）、石田真之介
- デスク：兒島理佳子
- ディレクター：松田真奈（第2弾）、加藤昌之、恵面亮介、畠山俊一
- 演出：大輪和孝
- プロデューサー：小江翼、山口敦司、竹下美佐
- チーフプロデューサー：東井文太
- 制作協力：THE WORKS、日企
- 製作著作：日テレ

### 過去のスタッフ
- AUD：藤原靖久（第1弾）
- 大道具：菅原拓真（第1弾）
- メディア戦略：栗原甚（第1弾）
- AD：枡村チャンリカ裕美、河野寛之、宮崎帆南、谷岡洋輔（共に第1弾）
- AP：豊田侑吏恵（第1弾）
- ディレクター：武田聡志、浅野有紀、松原翔吾（共に第1弾）